# Thrush Commander
Le Thrush Commander est un avion d'épandage agricole américain qui a été produit à plus de 2 000 exemplaires par divers constructeurs successifs. C'est un des appareils les plus répandus de sa catégorie dans le monde, puisqu'on le trouve en service dans plus de 70 pays.

## Développement

### Snow Aeronautical
En 1965, Leland Snow, pilote expérimenté de travail agricole, fonda à Olney, Texas, la Snow Aeronautical (en) pour développer et produire un monoplace de travail agricole. Le prototype Snow S-1 prit l'air en 1956. Il s'agissait d'un monoplan monoplace à aile basse et train classique fixe, le pilote étant installé dans un poste ouvert protégé par un arceau de sécurité. Il fut ensuite produit en série, sous la désignation « Snow S-2 » :
- Snow S-2A : Premier modèle de série, dont les livraisons débutent en 1958. Un moteur Continental W-670-6A de 220 ch. Une trentaine d'exemplaires construits ;
- Snow S-2B : Version améliorée du S-2A. Une quarantaine d'exemplaires construits ;
- Snow S-2C : Remotorisation du S-2B, en 1961, avec un Pratt & Whitney R-985-AN-1 de 450 ch, permettant de porter la charge dans la trémie à 900 kg. Le premier exemplaire prit l'air le 12 avril 1961 ;
- Snow S-2C-600 : Remotorisation du S-2B avec un Pratt & Whitney R-1340-AN1 de 600 ch, permettant de porter la charge dans la trémie à 1 100 kg. Le premier vol eut lieu le 12 mai 1961, et environ 200 S-2C-600 furent construits, dont 116 figuraient encore sur le registre civil américain début 2007.

### Aero Commander
En 1965, Aero Commander acheta la Snow Aeronautical, transféra la production à Albany, en Géorgie, et produisit quelques Snow Commander avant d'abandonner ce modèle au profit du S-2D « Ag Commander », à partir de fin 1965.

### RockwellThrush Commander
En 1967, Aero Commander devient la Division Aviation Générale de North American Rockwell, et le S-2D est rebaptisé « Thrush Commander ». Il sera produit à 1 300 exemplaires en deux versions :
- Thrush Commander 600, toujours avec un R-1340-AN1 de 600 ch ;
- Thrush Commander 800, avec un Wright R-1300 Cyclone 7 (en) de 800 ch.

### Ayres Thrush
Ayres Aircraft avait été constituée par Fred Ayres, directeur commercial de l'usine Aero Commander d'Albany, pour assurer la remotorisation des Thrush Commander avec des turbopropulseurs. En 1977, elle racheta à Rockwell les droits sur le Thrush Commander et en reprit le développement, toujours dans l'usine d'Albany. Les principales variantes de l'Ayres Thrush sont les suivantes :
- S2R 600 : Rebaptisé par la suite S2R 1340 ;
- Bull Thrush : Rebaptisé par la suite S2R 1820 ;
- Pezetel Thrush : Version dotée d'un moteur polonais PZL-3 ;
- S2R T11, S2R T15 et S2R T34 : Version dotées de turbopropulseurs Pratt & Whitney Canada PT6A ;
- S2R T65 NEDS (Narcotics Eradication Delivery System)
- S2R G6 et S2R G10 à turbopropulseur Garrett AiResearch (AlliedSignal) TPE331 ;
- Vigilante : Version d’appui tactique à turbopropulseur TPE331, qui n'eut aucun succès commercial ;
- 660 Turbo Thrush : Version S2R à trémie agrandie.

Les liens développés entre Ayres et la firme polonaise PZL ont conduit cette dernière à développer, à partir du Thrush, le M-18 Dromader.
Le 30 juin 2003, le capital d'Ayres Corporation a été acheté par Thrush Aircraft (en), qui poursuit la production du Thrush Commander.
Il peut-être converti en bombardier d'eau.
Quelques appareils ont été convertis en avions d'attaque au sol, le Pount en Somalie entre autres ayant trois Turbo Thush dans sa force aérienne en 2017.

## Incidents et accidents
- Le 17 mai 2017, un exemplaire immatriculé F-GIEN opérant des opérations de démoustication pour le compte de l'EID s'écrase dans les eaux de l'étang de l'Or[2],[3], sans occasionner de blessures mortelles.